# Poly-clip System
Koordinaten: 50° 3′ 40,4″ N, 8° 28′ 42,7″ O
Poly-clip System ist ein deutsches Familienunternehmen mit Hauptsitz in Hattersheim am Main nahe Frankfurt am Main. Poly-clip System ist der weltweit größte Anbieter von Clipverschluss-Lösungen und wird in diesem Segment in der Lebensmittelindustrie und Verpackungsbranche als Weltmarktführer und Hidden Champion bezeichnet.

## Firmengeschichte
Die Gründung der Oswald Niedecker Metallwarenfabrik oHG erfolgte am 1. März 1922 in Frankfurt am Main. Gefertigt wurden zunächst Werkzeuge zur Bearbeitung und Verformung von Blech. Ab dem Jahr 1932 etablierte sich die Firma Niedecker als erfolgreicher Plombenhersteller in Deutschland und hat bereits Erfahrungen mit Verschluss-Systemen gesammelt; Grundlagen des heutigen Clipverschlusses. Elisabeth Niedecker übernimmt 1948 nach dem Tod ihres Mannes die Leitung der Firma. Ab 1950 werden Stanz- und Biegeteile, vor allem Teile für Bremsen für die Automobilindustrie produziert. Im Jahr 1952 übernahm Herbert Niedecker, der Sohn des Gründers, die Firmenleitung mit 50 Mitarbeitern.
Während eines Messekontaktes entstand 1957 die Idee, Würste mit Metallclips zu verschließen. Das Warenzeichen poly-clip wurde 1958 angemeldet. Die Mutterfirma der heutigen Poly-clip System, die Niedecker Verschlußtechnik GmbH (NVT) wurde daraufhin 1959 gegründet. Zum ersten Mal erfolgte 1962 die Teilnahme an der Branchenleitmesse IFFA in Frankfurt. Die Clipherstellung wurde aus Kapazitätsgründen 1970 nach Gedern verlegt. Im Jahr 1972 wurde das Warenzeichen poly-clip weltweit angemeldet. Im Jahr 1990 übernahm lic. oec. HSG Frank Niedecker die Leitung und verstärkt die Internationalisierung des Unternehmens. Ab 1991 tritt das Unternehmen unter dem Markennamen Poly-clip System auf. 2011 erfolgte der Umzug in die neue Firmenzentrale in Hattersheim am Main.

## Entwicklungen und Patente

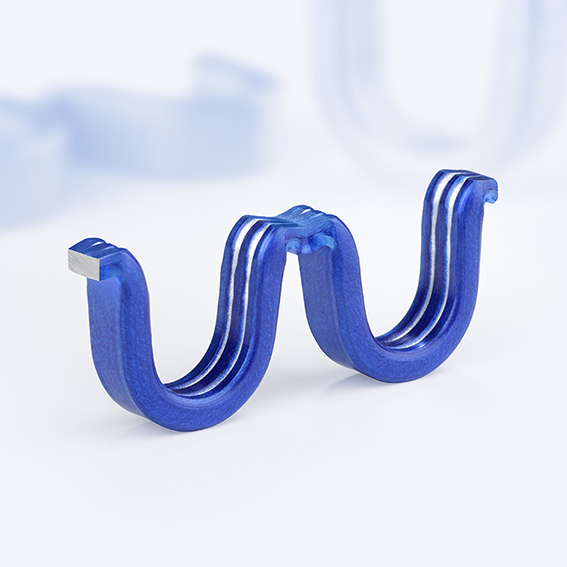
R-ID Clip für automatische Doppelclipper

Im Jahr 1933 erhielt Oswald Niedecker das Patent für seine Sicherheitsplombe. (Patent  DE573896: Aus zwei ineinander zu bördelnden Hälften bestehende Blechkapselplombe. Veröffentlicht am 16. März 1933, Erfinder: Oswald Niedecker.‌) Dieser Verschluss kann ohne den Einsatz von Werkzeugen verwendet werden und ist fälschungssicher, da die Plombe beim Öffnen zerstört wird. 1957 wurde der Strangclip (Rollenclip/R-Clip) zum Verschließen von Wurst und ähnlichen Produkten entwickelt. (
Patent  DE1078495: Beutelverschluss in Form einer U-förmigen Klammer. Veröffentlicht am 24. März 1960, Erfinder: Herbert Niedecker.‌
) Darauf folgte die Entwicklung einer Maschine, die das saubere Ausstreifen der Wurstenden mittels Spreizverdränger (Patent  DE2550042: Vorrichtung zum Abteilen von Packungen von einem gefüllten Schlauch. Veröffentlicht am 18. Mai 1977, Erfinder: Herbert Niedecker.‌) und das gleichzeitige Verschließen von Wurstanfang und -ende (Patent  DE1099438: Vorrichtung zum Verschließen von aus einem gefüllten Schlauch abgeteilten Packungen mittels zweier in einem Arbeitsgang aufgebrachten in kurzen Abständen zueinander stehenden Schließklammern. Veröffentlicht am 9. Februar 1961, Erfinder: Herbert Niedecker.‌) ermöglichte. Beide Vorgänge vereint in einem Clipautomaten revolutionierten bereits 1967 mit dem Füll-Clip-Automat FCA 3401 die weltweite Herstellung von Wurstwaren hin zur automatischen Herstellung von Portionswürsten. 1999 wird das Patent für eine Sicherheitsbeschichtung für Clip erteilt. (
Patent  DE19532691: Lackbeschichtete Verschlussklammer. Veröffentlicht am 6. März 1997, Erfinder: Frank Niedecker.‌
) Diese Sicherheitsbeschichtung SAFE-COAT gewährleistet, dass der Verbrauchsartikel Clip lebensmittelrechtlich unbedenklich am Produkt des Kunden ist.
2007 folgt die neue Generation von Rollenclip, der R-ID Clip, der bakteriendichte Clipverschlüsse ermöglicht. (Patent  US7666073: Closure clip with round bottom. Veröffentlicht am 23. Februar 2010, Erfinder: Heiko Schleucher, Klaus Hein.‌) Zur Generation R-ID gehören u. a. auch die Clipspule mit Transponder (RFID) (Patent  EP1987721: Clipspule mit Transponder. Veröffentlicht am 5. November 2008, Erfinder: Klaus Hein, Dr. Joachim Meyrahn.‌) und die Clipmaschinen mit RFID-Technologie, welche Clip und Verschließwerkzeuge erkennen und damit insgesamt Sicherheit im Produktionsprozess gewährleisten. (
Patent  EP1746030: System aus einer Clipmaschine und einem Clipvorrat und Verfahren zum Betreiben einer solchen Clipmaschine. Veröffentlicht am 24. Januar 2007, Erfinder: Detlef Ebert, Dr. Joachim Meyrahn.‌)
Das Unternehmen verfügt über insgesamt mehr als 800 Patente.

## Produkte

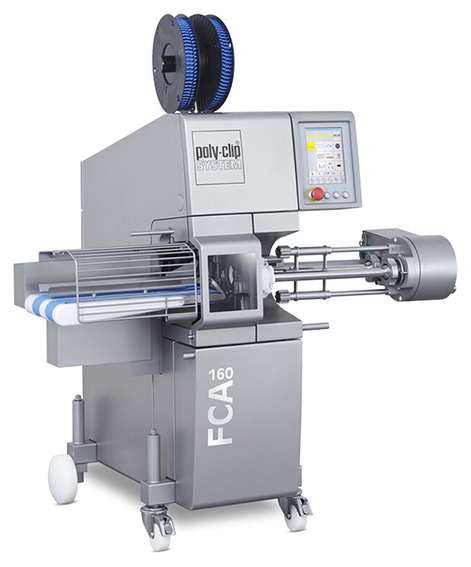
Neueste FCA-Generation

Das Produkt- und Leistungsspektrum besteht aus Clipmaschinen, Verpackungsmaschinen und deren Automation, Verbrauchsmaterialien sowie Dienstleistungen. 
Durch das SGS Institut Fresenius erfolgt eine Zertifizierung von Verbrauchsmaterialien, diese sind mit dem SGS Institut Fresenius Qualitätssiegel ausgezeichnet. Kern der Zertifizierung ist die Prüfung der Produkte auf lebensmittelrechtliche Unbedenklichkeit (SAFE-COAT, ISO 22000, Halal).

## Anwendungsbereiche
Ursprünglich für die fleischverarbeitende Industrie und das Fleischerhandwerk entwickelt, wird das Clipverschluss-System sowohl im sonstigen Lebensmittel- als auch im Non-Food-Bereich verwendet. Verbreitet ist das Clipverschluss-System auch in anderen Branchen, die pastöse Produkte verarbeiten bzw. verpacken. Wichtige weitere Anwendungsbereiche sind Molkereiprodukte, Convenience-Produkte, Back- und Süßwaren, Tiernahrung, Dichtstoffe und Klebstoffe sowie zivile Sprengstoffe. Neben einem Schlauchbeutel, der an beiden Enden mit je einem Clip verschlossen wird (Wurstform – clip-pak oder clip-tube mit wiederverschließbarem Dosieraufsatz), werden auch Beutel mit einem Clip verschlossen, z. B. zum Verpacken von ganzem Geflügel.

## Standorte
Produziert werden die Maschinen und Verbrauchsmaterialien an vier Standorten in Deutschland, Österreich und Brasilien. Poly-clip System gehört zu einer Unternehmensgruppe mit weltweit über 1000 Mitarbeitern. Die Unternehmensgruppe unterhält 28 Vertriebsgesellschaften in Argentinien, Australien, Belgien, Brasilien, China, Frankreich, Vereinigtes Königreich, Italien, Kanada, Kolumbien, Kroatien, Mexiko, Neuseeland, Niederlande, Norwegen, Österreich, Peru, Polen, Portugal, Rumänien, Russische Föderation, Serbien, Spanien, Tschechische Republik, Türkei, Ukraine, Ungarn und USA. Darüber hinaus existieren Vertriebspartner in nahezu allen Ländern der Welt.